# Andipsara
Die griechische Insel Andipsara (griechisch Αντίψαρα (n. pl.)) liegt etwa 3 km westlich der größeren Nachbarinsel Psara, zu deren Gemeinde sie gehört. Wegen der Steilküste ist die Insel von der Nord- und Westseite her unzugänglich. Auf der Insel wachsen die typischen Pflanzen der Phrygana und Macchie sowie wenige Bäume. Zudem leben einige wilde Ziegen auf Andipsara. Die höchste Erhebung der Insel erreicht eine Höhe von 150 m.
Die Besiedlung in antiker griechischer und römischer Zeit konnte nachgewiesen werden. Während der osmanischen Zeit diente die Insel als Hafen. Heute werden in den Sommermonaten Badeausflüge von Psara angeboten. Die kleine Kirche Agios Ioannis (Άγιος Ιωάννης) an der Ostseite wird im August von Pilgern aufgesucht.
| Jahr      | 1940 | 1951 | 1961 | 1971 | 1981 | 1991 | 2001 | 2011 |
| --------- | ---- | ---- | ---- | ---- | ---- | ---- | ---- | ---- |
| Einwohner | 1    | 3    | -    | -    | -    | -    | -    | 4    |

Aufgrund der einzigartigen Fauna wurde Andipsara unter den 196 wichtigsten Vogelschutzgebieten Griechenlands (I.B.A.G.) in das Natura-2000-Programm aufgenommen. Die Krähenscharbe (Phalacrocorax aristotelis) ist auf der Insel heimisch. Als Brutgebiet wird Psara vom Eleonorenfalken (Falco eleonorae), Gelbschnabel-Sturmtaucher (Calonectris diomedea) und vom Mittelmeer-Sturmtaucher (Puffinus yelkouan) jährlich aufgesucht.